# Love Sex Magic
Love Sex Magic – drugi singiel amerykańskiej piosenkarki – Ciary promujący płytę Fantasy Ride. W piosence gościnnie pojawia się Justin Timberlake, który występuje również w teledysku.

## Pozycje na listach
| Kraj                | Pozycja |
| ------------------- | ------- |
| Australia           | 5       |
| Kanada              | 6       |
| Dania               | 22      |
| Europa              | 23      |
| Irlandia            | 4       |
| Japonia             | 36      |
| Nowa Zelandia       | 6       |
| Szwecja             | 3       |
| Turcja              | 1       |
| Wielka Brytania     | 5       |
| Wielka Brytania R&B | 1       |
| Stany Zjednoczone   | 10      |
| Niemcy              | 7       |
| Francja             | 7       |
| Szwajcaria          | 11      |
| Polska              | 4       |